# Liste der Baudenkmäler in Schönberg (Niederbayern)
Auf dieser Seite sind die Baudenkmäler in dem niederbayerischen Markt Schönberg zusammengestellt. Diese Tabelle ist eine Teilliste der Liste der Baudenkmäler in Bayern. Grundlage ist die Bayerische Denkmalliste, die auf Basis des Bayerischen Denkmalschutzgesetzes vom 1. Oktober 1973 erstmals erstellt wurde und seither durch das Bayerische Landesamt für Denkmalpflege geführt wird. Die folgenden Angaben ersetzen nicht die rechtsverbindliche Auskunft der Denkmalschutzbehörde.
 Die Liste gibt den Fortschreibungsstand vom 17. Juli 2018 wieder und umfasst 28 Baudenkmäler.

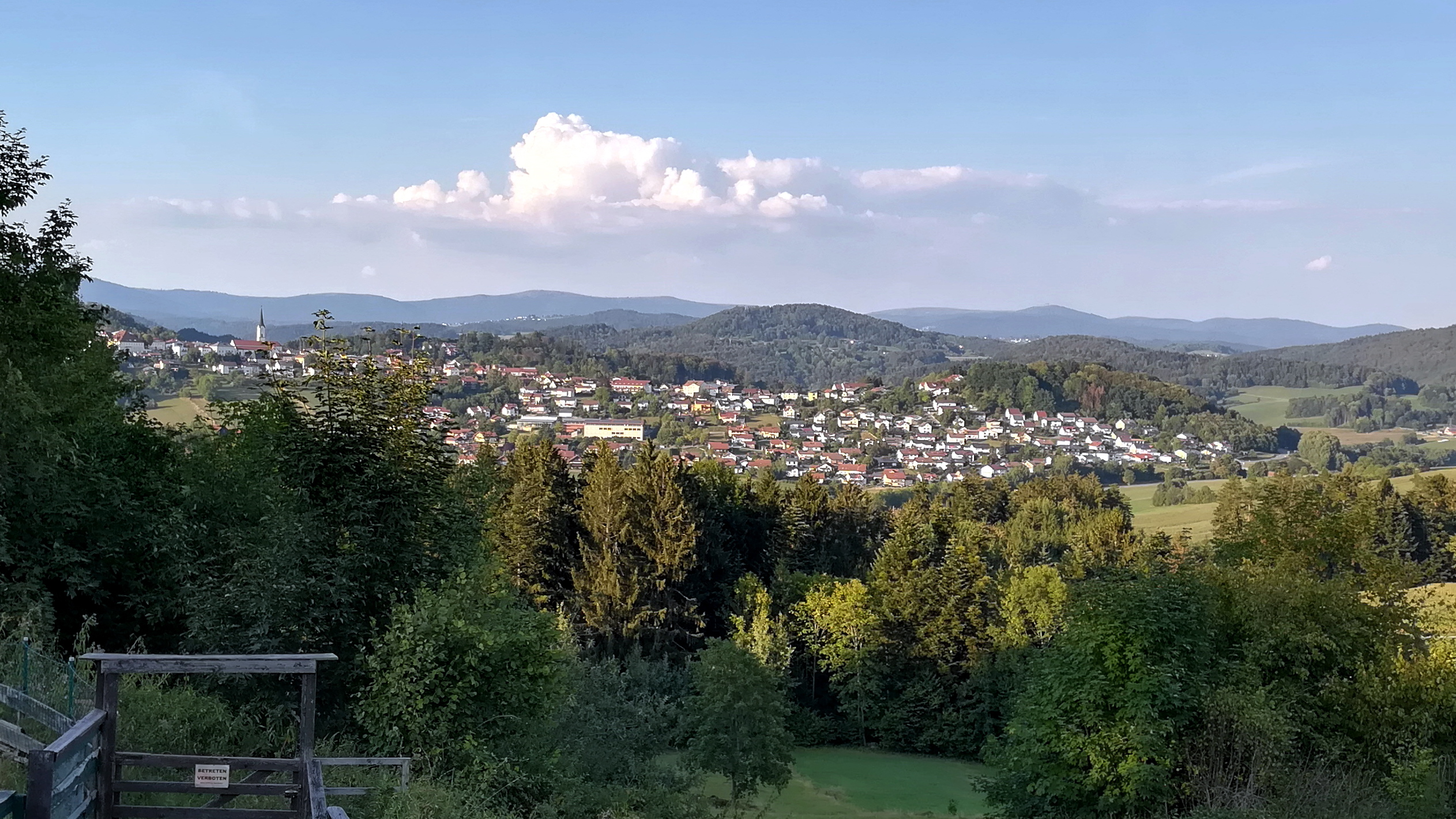
Blick auf den Markt Schönberg

## Ensembles

### Ensemble Ortskern Schönberg
Das Ensemble umfasst den Marktplatz und den Kirchplatz mit umgebender Bebauung. Die sich in S-förmiger Linie auf dem Kamm eines Hügelrückens hinziehende Straße erweitert sich von Westen her zunächst zum Kirchplatz, dann nach einer kleinen Straßenquerachse zum Marktplatz (dessen östlicher Teil Luitpoldplatz benannt wurde). Im Osten und Westen ist die Straße jeweils durch vorspringende Hausecken eingeengt, ein Ersatz dafür, dass der Markt selbst nie befestigt war. Die Wahl des Platzes auf einem von höheren Bergen umgebenen und daher klimatisch besonders geschützten Hügelrücken, der sich seinerseits nach drei Seiten absenkt, bringt eine für die Gegend charakteristische Siedlungsart zum Ausdruck.
Der Markt Schönberg war wichtiger Haltepunkt an der alten Straße Passau–Regen, von Passau eine volle, von Regen eine knappe Tagfahrt entfernt. Die Anlage des in seiner langgezogenen Proportion 1:8 typisch bayerischen Straßenmarktes stammt vom Ende des 13. Jahrhunderts, als die Grafen von Hals das Marktrecht verliehen hatten. Fünfmalige Brandkatastrophen, unter anderem 1661, 1810, 1834, haben den mittelalterlichen Bestand immer wieder verringert, so dass das heutige Erscheinungsbild vorwiegend aus dem 19. Jahrhundert stammt.
Die Kirche, die mit Chorschluss und Turm beherrschend über dem Marktplatz steht, war seit mindestens 1375 Vikariat der Domkirche von Passau. Dieser Einflussbereich, die vielen Transportfahrten der Schönberger Handelsleute in die Dreiflüssestadt und die Beiziehung italienischer Bauleute nach dem Brand 1834 erklären die innstädtische Bauweise der waagrechten Vorschussmauern, die gelegentlich als „italienischer Stil Schönbergs“ bezeichnet wurden und als Beispiel für die ländliche Vereinfachung eines städtischen Architekturideals angesehen werden können. Das mit Geschäfts-, Wohn-, Amts- und Gasthäusern ausgeglichen bestückte Ensemble ist trotz Neubauten und Schaufenstervergrößerungen als Ganzheit kaum gestört.
Aktennummer: E-2-72-147-1

## Baudenkmäler nach Ortsteilen

### Schönberg

#### Innerhalb des Ensembles
| Lage                     | Objekt                                 | Beschreibung | Akten-Nr.     | Bild                                |
| ------------------------ | -------------------------------------- | --- | ------------- | ----------------------------------- |
| Kirchplatz 1 (Standort)  | Katholische Pfarrkirche St. Margaretha | Dreischiffige Hallenkirche mit eingezogenem, fünfseitig geschlossenem Chor, nordseitig Flankenturm mit Spitzhelm, im Kern spätgotisch, 1594, nach Brand neugotisch als Staffelhalle 1836–38 von Karl von Montigny wiederaufgebaut; mit Ausstattung. | D-2-72-147-1  | weitere Bilder                      |
| Kirchplatz 14 (Standort) | Ehemaliges Schulhaus                   | Zweigeschossiger Walmdachbau mit Sohlbankgesims, Anfang 19. Jahrhundert. | D-2-72-147-3  | Ehemaliges Schulhaus                |
| Marktplatz (Standort)    | Kriegerdenkmal                         | Vierkantige Säule mit Namenstafeln, darauf Skulptur des heiligen Michael, 1920er Jahre, später mit Gefallenennamen des II. Weltkriegs ergänzt. | D-2-72-147-11 | Kriegerdenkmal                      |
| Marktplatz (Standort)    | Standbild St. Johann von Nepomuk       | Steinstatue auf Postament, mit Wappen und Inschrift, bezeichnet mit „1737“. | D-2-72-147-13 | Standbild St. Johann von Nepomuk    |
| Marktplatz 2 (Standort)  | Wohn- und Geschäftshaus                | Dreigeschossiger Satteldachbau mit neubarocker Fassadengliederung und Stufengiebel, Ende 19. Jahrhundert. | D-2-72-147-5  | Wohn- und Geschäftshaus             |
| Marktplatz 11 (Standort) | Wohn- und Geschäftshaus                | Dreigeschossiger Halbwalmdachbau mit Vorschussmauer, mit Neurenaissancegliederung und schmiedeeisernen Balkonbrüstungen, zweite Hälfte 19. Jahrhundert, Erdgeschosslaube neu.                                                                       | D-2-72-147-7  | Wohn- und Geschäftshaus             |
| Marktplatz 14 (Standort) | Ehemaliges Forstamt                    | Zweigeschossiger traufständiger Satteldachbau mit Putzgliederungen, Mitte 19. Jahrhundert, Geschäftsarkaden im Erdgeschoss neu. | D-2-72-147-9  | Ehemaliges Forstamt                 |
| Marktplatz 16 (Standort) | Ehemaliges Finanzamt, heute Rathaus    | Dreigeschossiger traufständiger Satteldachbau mit Einfahrtsmauer, mit Putzgliederungen und Rustikaportal, mit Einfahrtstor, Ende 19. Jahrhundert.                                                                                                   | D-2-72-147-10 | Ehemaliges Finanzamt, heute Rathaus |

#### Außerhalb des Ensembles
| Lage                         | Objekt                                  | Beschreibung | Akten-Nr.     | Bild                                    |
| ---------------------------- | --------------------------------------- | --- | ------------- | --------------------------------------- |
| Pfarrgasse 6 (Standort)      | Pfarrhaus                               | Zweigeschossiger Walmdachbau mit Putzgliederungen, 1682, 1829 erneuert. | D-2-72-147-16 | Pfarrhaus                               |
| Regener Straße 1 (Standort)  | Ehemaliges Brauhaus mit Brauereigasthof | Zweigeschossiger kompakter Walmdachbau mit Neurenaissance-Gliederungen, zweite Hälfte 19. Jahrhundert. | D-2-72-147-17 | Ehemaliges Brauhaus mit Brauereigasthof |
| Regener Straße 2 (Standort)  | Ehemalige Klosterschule                 | Zweigeschossiger Walmdachbau mit spätklassizistischer Fassadengliederung und Giebelrisalit nach Südosten, zweites Drittel 19. Jahrhundert. | D-2-72-147-18 | Ehemalige Klosterschule                 |
| Regener Straße 33 (Standort) | Sommerkeller                            | Zweigeschossiger Walmdachbau mit Flügeln nach Norden und Süden, mit Neurenaissance-Gliederungen, zweite Hälfte 19. Jahrhundert, im Kern 1784; korbbogiger Arkadengang mit Putzgliederungen, gleichzeitig; im Anschluss an südlichen Gebäudeflügel und Verbindung zu Haus Nr. 29. | D-2-72-147-19 | Sommerkeller                            |

### Almosenreuth
| Lage                       | Objekt        | Beschreibung                                                                                | Akten-Nr.     | Bild          |
| -------------------------- | ------------- | ------------------------------------------------------------------------------------------- | ------------- | ------------- |
| In Almosenreuth (Standort) | Weilerkapelle | Kleiner Satteldachbau, halbrund geschlossen, erste Hälfte 19. Jahrhundert; mit Ausstattung. | D-2-72-147-22 | Weilerkapelle |

### Eberhardsreuth
| Lage                                        | Objekt                 | Beschreibung | Akten-Nr.     | Bild           |
| ------------------------------------------- | ---------------------- | --- | ------------- | -------------- |
| Hauptstraße 1; in Eberhardsreuth (Standort) | Schloss Eberhardsreuth | Unregelmäßige zweigeschossige Vierflügelanlage mit Innenhof, Nordflügel mit Halbwalmdach, sonst Walmdächer, Ecktürme mit Zwiebelkuppeln, bezeichnet mit „1639“, auf dem Grundriss eines mittelalterlichen Wasserschlosses wiedererrichtet, Nordflügel im Kern 15. Jahrhundert, Schlosskapelle Mariä Himmelfahrt im südwestlichen Eckturm, wohl 1729, 1820 erweitert und erhöht; mit Ausstattung; Ringmauer, erhaltene Abschnitte im Norden und Osten, Bruchstein, 17./19. Jahrhundert; Gartenpavillon, zweigeschossiger Pyramidendachbau, wohl erste Hälfte 19. Jahrhundert, südöstlich im ehemaligen Garten. | D-2-72-147-23 | weitere Bilder |

### Frohnreuth
| Lage                    | Objekt    | Beschreibung | Akten-Nr.     | Bild      |
| ----------------------- | --------- | --- | ------------- | --------- |
| Annaplatz 10 (Standort) | Kleinhaus | Zweigeschossiger traufständiger Flachsatteldachbau, Obergeschoss Blockbau, traufseitig mit Bretterschrot, nach Westen Stadel, Ende 18. Jahrhundert. | D-2-72-147-24 | Kleinhaus |

### Gumpenreit
| Lage                       | Objekt     | Beschreibung                                                                           | Akten-Nr.     | Bild       |
| -------------------------- | ---------- | -------------------------------------------------------------------------------------- | ------------- | ---------- |
| Haibachmühlfeld (Standort) | Wegkapelle | Satteldachbau, dreiseitig geschlossen, mit Spitzbogenöffnungen, Mitte 19. Jahrhundert. | D-2-72-147-25 | Wegkapelle |

### Hartmannsreit
| Lage                        | Objekt                                 | Beschreibung | Akten-Nr.     | Bild |
| --------------------------- | -------------------------------------- | --- | ------------- | ---- |
| Hartmannsreit 24 (Standort) | Wohnhaus eines ehemaligen Vierseithofs | Zweigeschossiger Flachsatteldachbau, Obergeschoss zum Teil Blockbau, traufseitig mit Rundbaluster-Schrot, erstes Viertel 19. Jahrhundert; Traidkasten, zweigeschossiger Flachsatteldachbau, Obergeschoss Blockbau, traufseitig mit Stangenschrot, erstes Viertel 19. Jahrhundert. | D-2-72-147-27 | BW   |
| Hartmannsreit 63 (Standort) | Weilerkapelle                          | Satteldachbau, dreiseitig geschlossen, wohl erste Hälfte 18. Jahrhundert. | D-2-72-147-28 | BW   |

### Kasberg
| Lage                 | Objekt      | Beschreibung                                                                          | Akten-Nr.     | Bild |
| -------------------- | ----------- | ------------------------------------------------------------------------------------- | ------------- | ---- |
| Kasberg 1 (Standort) | Traidkasten | Blockbau auf gemauertem Erdgeschoss, Anfang 19. Jahrhundert; zum Vierseithof gehörig. | D-2-72-147-29 | BW   |

### Kirchberg
| Lage                    | Objekt                                           | Beschreibung | Akten-Nr.     | Bild                                             |
| ----------------------- | ------------------------------------------------ | --- | ------------- | ------------------------------------------------ |
| Kirchberg 79 (Standort) | Katholische Filialkirche St. Johannes der Täufer | Saalkirche mit Walmdach und wenig eingezogenem, fünfseitig geschlossenem Chor, spätgotischer Bau, zweite Hälfte 15. Jahrhundert, über romanischem Kern, 1907 verändert; mit Ausstattung; in weit sichtbarer Höhenlage. | D-2-72-147-30 | Katholische Filialkirche St. Johannes der Täufer |

### Kleinmisselberg
| Lage                         | Objekt      | Beschreibung                                                                                | Akten-Nr.     | Bild |
| ---------------------------- | ----------- | ------------------------------------------------------------------------------------------- | ------------- | ---- |
| Kleinmisselberg 2 (Standort) | Traidkasten | Zweigeschossiger Flachsatteldachbau, Obergeschoss Blockbau, erstes Drittel 19. Jahrhundert. | D-2-72-147-33 | BW   |

### Lederhof
| Lage                   | Objekt      | Beschreibung                                                        | Akten-Nr.     | Bild |
| ---------------------- | ----------- | ------------------------------------------------------------------- | ------------- | ---- |
| Lederhof 22 (Standort) | Traidkasten | Geständerter Blockbau mit Satteldach, erste Hälfte 19. Jahrhundert. | D-2-72-147-34 | BW   |

### Lueg
| Lage                    | Objekt     | Beschreibung | Akten-Nr.     | Bild |
| ----------------------- | ---------- | --- | ------------- | ---- |
| Unteres Feld (Standort) | Wegkapelle | Steildachbau mit eingezogenem, fünfseitig geschlossenem Chor, Spitzbogenöffnungen, Mitte 19. Jahrhundert; mit Ausstattung. | D-2-72-147-36 | BW   |

### Oedhof
| Lage                | Objekt                          | Beschreibung | Akten-Nr.     | Bild |
| ------------------- | ------------------------------- | --- | ------------- | ---- |
| Oedhof 1 (Standort) | Traidkasten eines Vierseithofes | Zweigeschossiger Flachsatteldachbau, Obergeschoss Blockbau, traufseitig mit Stangenschrot, Anfang 19. Jahrhundert. | D-2-72-147-38 | BW   |

### Pittrichsberg
| Lage                            | Objekt      | Beschreibung | Akten-Nr.     | Bild |
| ------------------------------- | ----------- | --- | ------------- | ---- |
| Pittrichsberg 16 1/2 (Standort) | Traidkasten | Zweigeschossiger Flachsatteldachbau, Blockbau auf Bruchsteinsockel, traufseitig mit Rundbaluster-Schrot, erste Hälfte 19. Jahrhundert. | D-2-72-147-39 | BW   |

### Rammelsberg
| Lage                     | Objekt       | Beschreibung | Akten-Nr.     | Bild           |
| ------------------------ | ------------ | --- | ------------- | -------------- |
| Schloßberg 20 (Standort) | Schlossruine | Reste der Ringmauer im Süden des ehemaligen Schlosses, Bruchstein, mittelalterlich; ehemalige Schlosskapelle St. Anna, neugotisch, jetzt profaniert und ausgebaut, in Turmstumpf; Kellerräume, mittelalterlich. | D-2-72-147-40 | weitere Bilder |

### Seifertsreuth
| Lage                        | Objekt              | Beschreibung                                                                                      | Akten-Nr.     | Bild                |
| --------------------------- | ------------------- | ------------------------------------------------------------------------------------------------- | ------------- | ------------------- |
| In Seifertsreuth (Standort) | Kapellenausstattung | Altar mit Retabel, Holz, farbig gefasst, wohl zweite Hälfte 19. Jahrhundert; in moderner Kapelle. | D-2-72-147-41 | Kapellenausstattung |

## Ehemalige Baudenkmäler
In diesem Abschnitt sind Objekte aufgeführt, die früher einmal in der Denkmalliste eingetragen waren, jetzt aber nicht mehr. Objekte, die in anderem Zusammenhang also z. B. als Teil eines Baudenkmals weiter eingetragen sind, sollen hier nicht aufgeführt werden. Aktennummern in diesem Abschnitt sind ehemalige, jetzt nicht mehr gültige Aktennummern.

| Lage                                    | Objekt                                | Beschreibung                                   | Akten-Nr.     | Bild                             |
| --------------------------------------- | ------------------------------------- | ---------------------------------------------- | ------------- | -------------------------------- |
| Schönberg Kirchplatz 9 (Standort)       | Ornamentiertes Steinbogengewände      | Bezeichnet mit „1781“; am Wohnhaus.            | D-2-72-147-2  | Ornamentiertes Steinbogengewände |
| Schönberg Luitpoldplatz 1 (Standort)    | Stuckiertes Wappen                    | Am Giebel des ehemaligen Rathauses.            | D-2-72-147-4  | Stuckiertes Wappen               |
| Schönberg Marktplatz 4 (Standort)       | Türsturz des Vorgängerbaues           | Bezeichnet mit „1811“.                         | D-2-72-147-6  | Türsturz des Vorgängerbaues      |
| Schönberg Pfarrgasse 2 (Standort)       | Türsturz                              | Bezeichnet mit „1855“.                         | D-2-72-147-15 | Türsturz                         |
| Almosenreuth 4 (Standort)               | Zum Vierseithof gehöriger Traidkasten | Erstes Drittel 19. Jahrhundert.                | D-2-72-147-21 | BW                               |
| Haibach 40 (Standort)                   | Kapelle                               | Wohl zweite Hälfte 19. Jahrhundert.            | D-2-72-147-26 | Kapelle                          |
| Kleinmisselberg ()                      | Ehemaliges Kleinbauernhaus            | Obergeschoss-Blockbau, Anfang 19. Jahrhundert. | D-2-72-147-31 |                                  |
| Mitternach Schönberger Weg 3 (Standort) | Kapelle                               | Bezeichnet mit „1797“.                         | D-2-72-147-37 | Kapelle                          |
| Seifertsreuth 23 (Standort)             | Kleinhaus                             | Blockbau, 18./19. Jahrhundert.                 | D-2-72-147-43 | Kleinhaus                        |